# Sylvia (película de 2018)
Sylvia es una película de suspenso nigeriana de 2018 dirigida por Daniel Orhiari, escrita por Vanessa Kanu y producida por Ekene Som Mekwunye. Se proyectó en la Semana de Nollywood en París el 5 de mayo de 2018 y se estrenó en cines el 21 de septiembre.

## Sinopsis
Richard Okezie decide dejar a Sylvia, su amiga imaginaria y amante de toda la vida por Gbemi, una mujer real de carne y hueso, pero todo se complicará cuando Sylvia se niegue a ser abandonada.

## Elenco
- Chris Attoh como Richard Okezie[5][6]
- Zainab Balogun como Sylvia[6]
- Ini Dima-Okojie como Gbemi[3][6]
- Udoka Oyeka como Obaro[3]
- Ijeoma Grace Agu como Hawa
- Capitán Coker como el pequeño Richard
- Amina Mustapha como la pequeña Sylvia
- Precious Shedrack como Sylvia adolescente
- Dumpet Enebeli como Obaro adolescente
- Ndifreke Josiah Etim como Richard adolescente
- Mohammed Abdullahi Saliu como Sr Hassan
- Omotunde Adebowale David (Lolo) como la Sra. Iweta
- Lord Frank como Sr Temidayo Davies
- Bolaji Ogunmola como la enfermera Karen
- Elsie Eluwa como Richards Mum

## Lanzamiento
Se proyectó por primera vez en mayo de 2018 en la Semana de Nollywood en París. El tráiler oficial se lanzó el 6 de agosto de 2018. Después de un estreno en Terra Kulture el 16 de septiembre, estuvo disponible en cines el 21 de septiembre de 2018.

## Recepción crítica
Franklin Ugobude de PulseNG dijo: "Realmente hay mucho que me gusta de Sylvia: por un lado, hay una sensación fresca en una historia existente sobre espiritualidad, algo que es bastante común en nuestro mundo hoy".
Precious Nwogwu de MamaZeus describió la película como "Fascinante: el mejor thriller de Nollywood de los últimos tiempos".
The Maveriq de Tha Revue comentó: "Sylvia es uno de los thrillers más oscuros que jamás haya salido de Nollywood y debo felicitar a los estudios Trino por su valentía al hacer esta película."
Oris Aigbokhaevbolo en su reseña para BellaNaija compartió: “Fue alentador que se abordara el origen del cónyuge espiritual, aunque nunca se explicara realmente. La película muestra que es producto de una mente nigeriana en la forma en que la existencia del reino espiritual se toma como un hecho, y sus personajes son figuras modernas que luchan contra mitos antiguos, contra lo que pensamos de nosotros como gente del pueblo”.